# Кондрашино
Кондрашино — деревня в Знаменском районе Омской области России. Входит в состав Шуховского сельского поселения.

## География
Деревня находится в северной части Омской области, на  берегу реки Оша.

## История
Основана в 1676 г. 
В 1928 г. состояла из 51 хозяйств, основное население — русские. В составе Пушкаревского сельсовета Знаменского района Тарского округа Сибирского края.

## Население
| 1926 | 2002 | 2010 |
| ---- | ---- | ---- |
| 275  | ↘232 | ↘199 |

## Инфраструктура
Личное подсобное хозяйство с зоной сельскохозяйственного использования, индивидуальная застройка усадебного типа.
Кондрашинская ООШ

## Транспорт
Деревня доступна автотранспортом. Автобусное сообщение с райцентром. Остановка общественного транспорта «Кондрашино». 